# 欧特雷维尔-圣朗贝尔
欧特雷维尔-圣朗贝尔（法語：Autréville-Saint-Lambert，法語發音：[otʁevil sɛ̃ lɑ̃bɛʁ]）是法国默兹省的一个市镇，属于凡尔登区。

## 地理
欧特雷维尔-圣朗贝尔（49°33'43"N, 5°7'42"E）面积4.01 平方千米，位于法国大東部大區默兹省，该省份为法国西北部内陆省份，北与比利时接壤，西接马恩省和阿登省，南至上马恩省和孚日省，东临默尔特-摩泽尔省。
与欧特雷维尔-圣朗贝尔接壤的市镇（或旧市镇、城区）包括：马朗德里、沃莱穆宗、伊诺尔、穆兰圣于贝尔、默兹河畔普伊、穆宗。

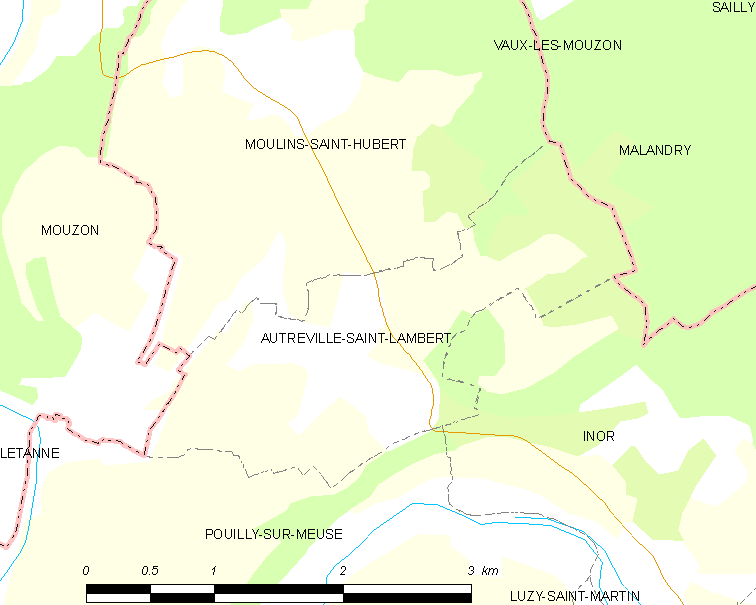
欧特雷维尔-圣朗贝尔的OSM定位图

欧特雷维尔-圣朗贝尔的时区为UTC+01:00、UTC+02:00（夏令时）。

## 行政
欧特雷维尔-圣朗贝尔的邮政编码为55700，INSEE市镇编码为55018。

## 政治
欧特雷维尔-圣朗贝尔所属的省级选区为斯特奈县。

## 人口

1962-2008年间欧特雷维尔-圣朗贝尔人口变化图示

欧特雷维尔-圣朗贝尔于2022年1月1日时的人口数量为35人。